# 白头鸫
白头鸫（学名：Turdus niveiceps，臺羅：Pe̍h-thâu-á）是鸫科鶇屬的一种鸟类，分布于台湾和兰屿的山地地区。

## 分類
该物种曾被视为岛鸫的一个亚种，但遗传研究表明其亲缘关系并不接近，而且具有岛鸫其它亚种都不具有的性别二型，因此國際鳥盟（IOC）於2021年將其提升为单独物种。
该物种是单型物种，没有亚种分化。

## 描述
白头鸫体重约61.61克，翼长约111.9毫米，嘴峰长约24.9毫米，喙宽度约4.6毫米，喙厚度约5.9毫米，跗蹠长约30.7毫米，尾长约85.6毫米。
雄性白頭鶇的上半身為黑色，唯頭部和喉部為白色。其下半身大部分為深橙色，胸部上方呈黑色。雌鳥的顏色分布類似，但顏色較黯淡，背部為棕色，頭部呈灰棕色，眼後有白色條紋，喉部及胸部上方為褐色斑紋，且下半身橙色較黯淡。其喙、腿及腳為黃色。雌雄鳥體型相似，約長22公分。
本種為稀有留鳥，分布於臺灣中部海拔1800–2500米的山地森林中。其栖息在半开放的高大树木组成的森林中。

## 行為

### 覓食
白頭鶇會在樹上、低矮植物中以及地面落葉中覓食。其食物包括各種無脊椎動物，亦包含種子、漿果及果實。